# Chen Yongqiang
Chen Yongqiang (陈永强S, Chén YǒngqiángP; Shanghai, 1º novembre 1978) è un ex calciatore cinese, di ruolo centrocampista.